# Ports de Stockholm

Ports de Stockholm (en suédois : Stockholms Hamnar), officiellement Stockholms Hamn AB, auparavant Stockholms hamnstyrelsen est une entreprise municipale de la commune de Stockholm qui exploite les ports de Stockholm en Suède.

## Présentation
Les ports gérés par Ports de Stockholm sont du nord au sud:
- Kapellskär
- Port de Värta
- Port franc de Stockholm
- Stadsgården (sv)
- Port de Stockholm Norvik
- Port de Nynäshamn

L'entreprise exploite les quais Stadsgården (sv) du centre-ville de Stockholm.

## Organisation
Le groupe Stockholms Hamnar se compose de la société mère Stockholms Hamn AB et de la filiale Kapellskärs Hamn AB. Kapellskärs Hamn AB est détenue à 91 pour cent par Stockholms Hamn AB et à 9 pour cent par la commune de Norrtälje.
Stockholms Hamn AB détient 50 pour cent des actions de la société associée Nynäshamns Mark AB. Les 50 pour cent restants appartiennent à la commune de Nynäshamn.
Stockholms Hamn AB est détenue à 100 pour cent par Stockholms Stadshus AB.
Thomas Andersson est directeur du port (2019) et le président du conseil d'administration est Fredrik Lindstål (2019).
L'organisation emploie en moyenne 187 salariés (dont environ 20 à Kapellskär et 15 à Nynäshamn) après la vente de la filiale Stockholms Stuveri och Bemanning AB (STUVAB) en 2010.

## Nouveau port à conteneurs
Le 17 décembre 2008, les ports de Stockholm et le plus grand opérateur portuaire au monde Hutchison Whampoa (HP), basé à Hong Kong – ont signé un accord qui donne à HP le droit d'exploiter le port à conteneurs du port franc de Stockholm et des opportunités pour HP de développer de nouvelles opérations de conteneurs du port de Nynäshamn et  du port de Stockholm Norvik.
L'accord porte sur 25 ans. 
Les travaux de construction du port de Stockholm Norvik ont commencé en 2016 et le port a ouvert au printemps 2020.

## Statistiques
| Port              | Pays  | Ville     | Tonnes    | Tonnes | Conteneurs EVP | Conteneurs EVP | Passagers | Passagers |
| Port              | Pays  | Ville     | Nombre    | Année  | Nombre         | Année          | Nombre    | Année     |
| ----------------- | ----- | --------- | --------- | ------ | -------------- | -------------- | --------- | --------- |
| Port de Stockholm | Suède | Stockholm | 7 220 000 | 2023   | 49 262         | 2023           | 7 393 778 | 2023      |

## Galerie

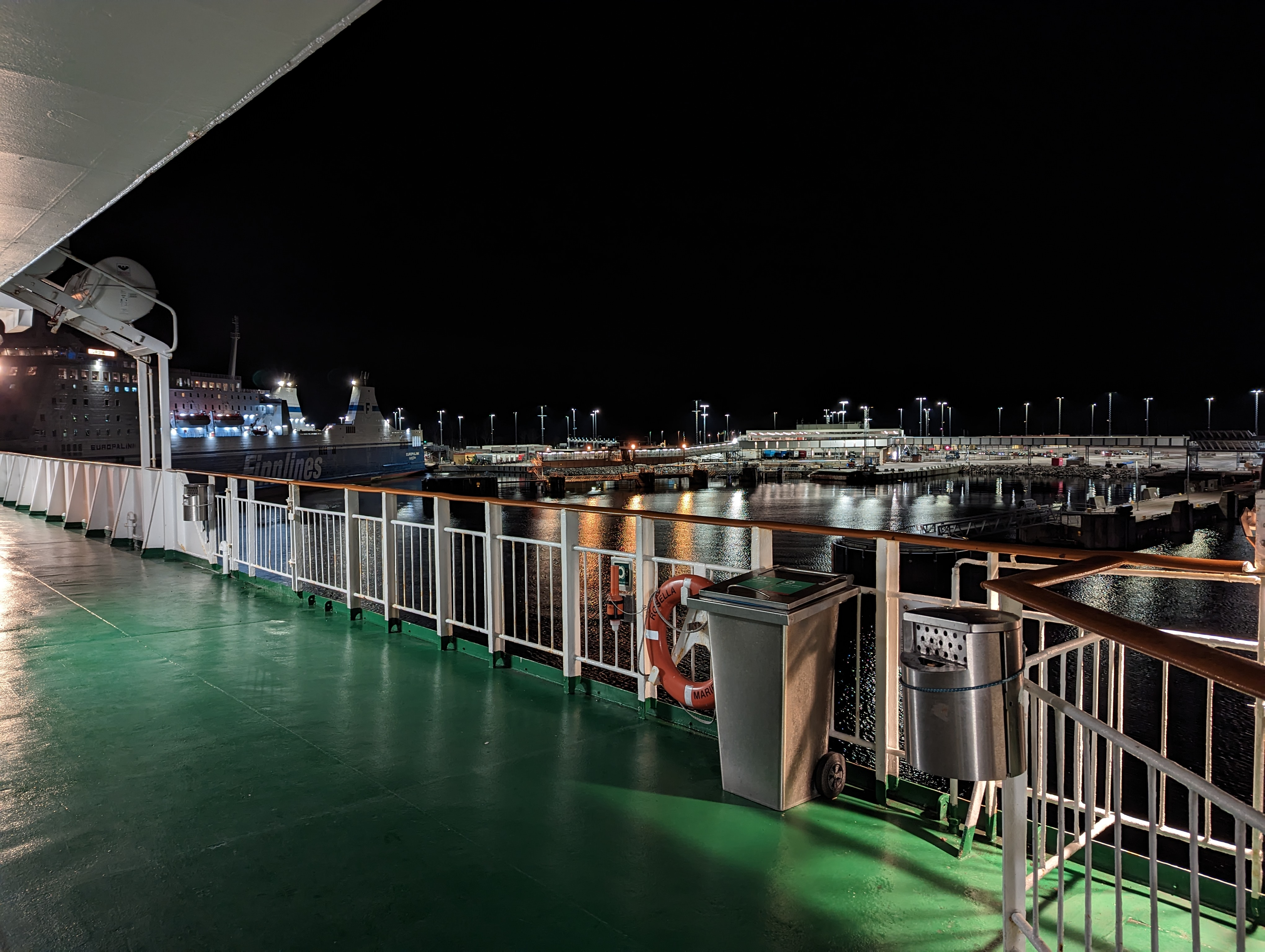
Kapellskär.
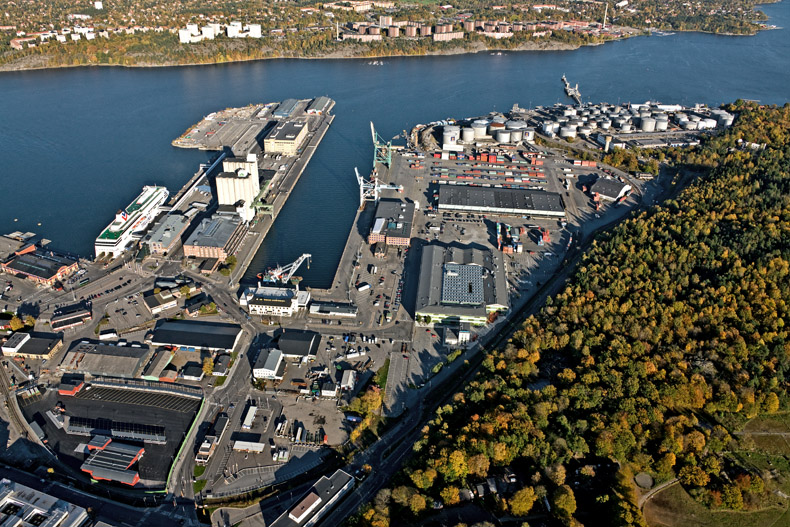
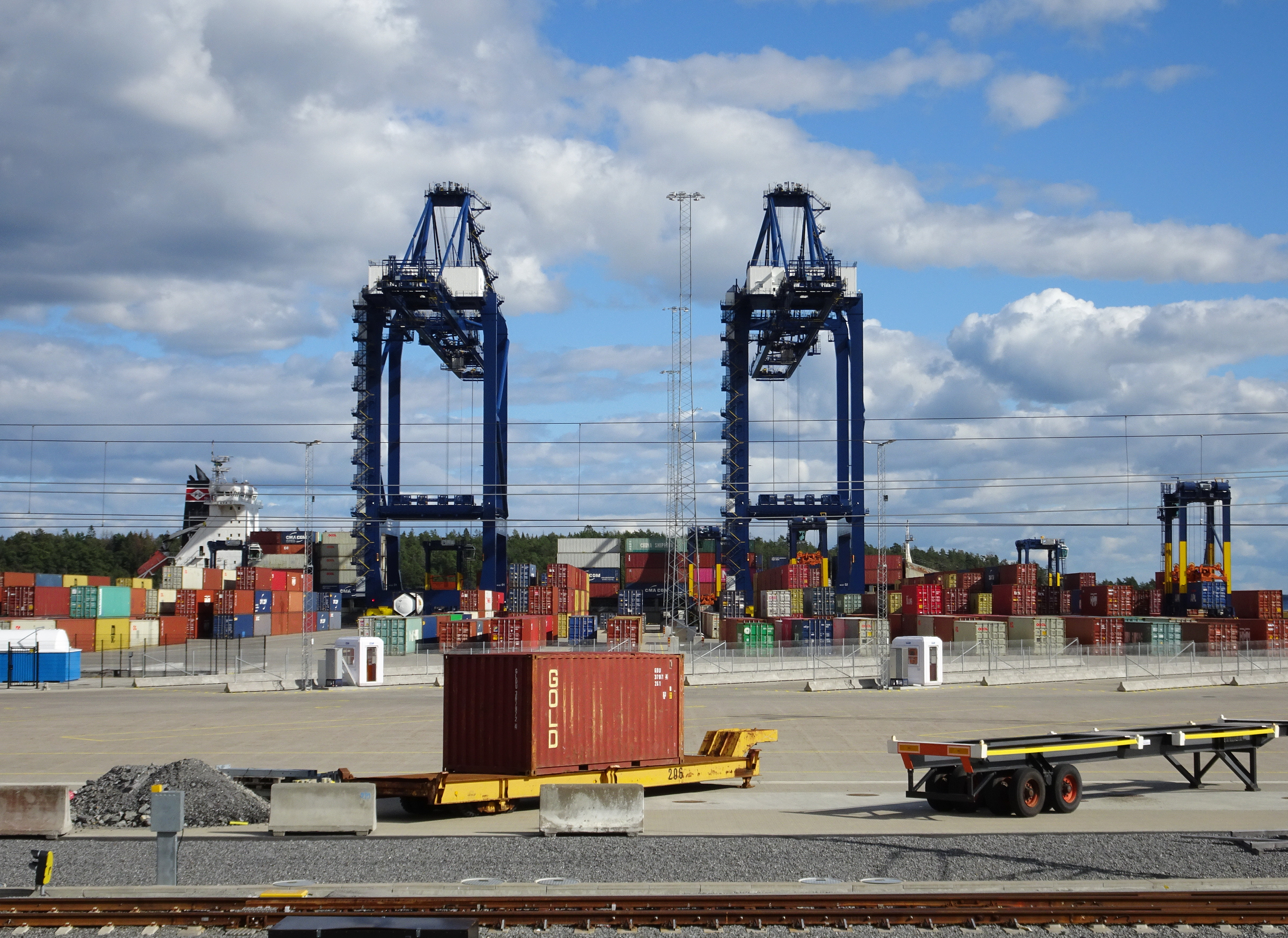

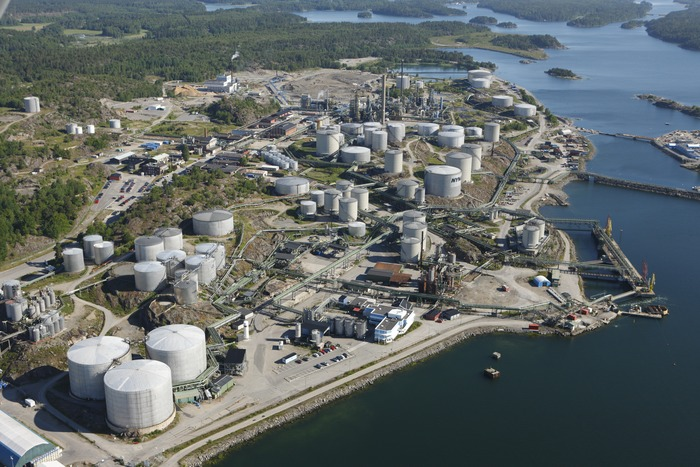
Raffineries de Nynäshamn.
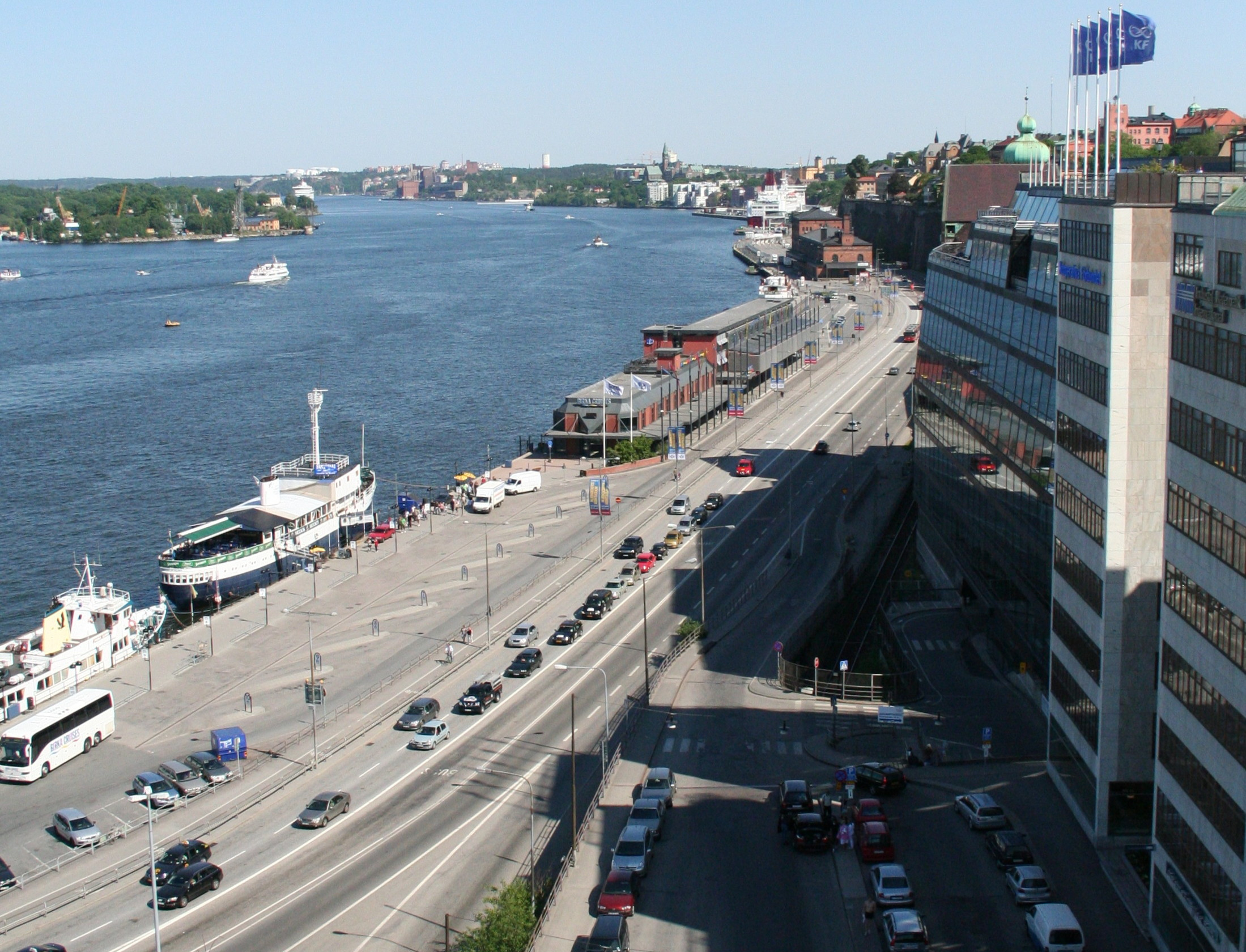
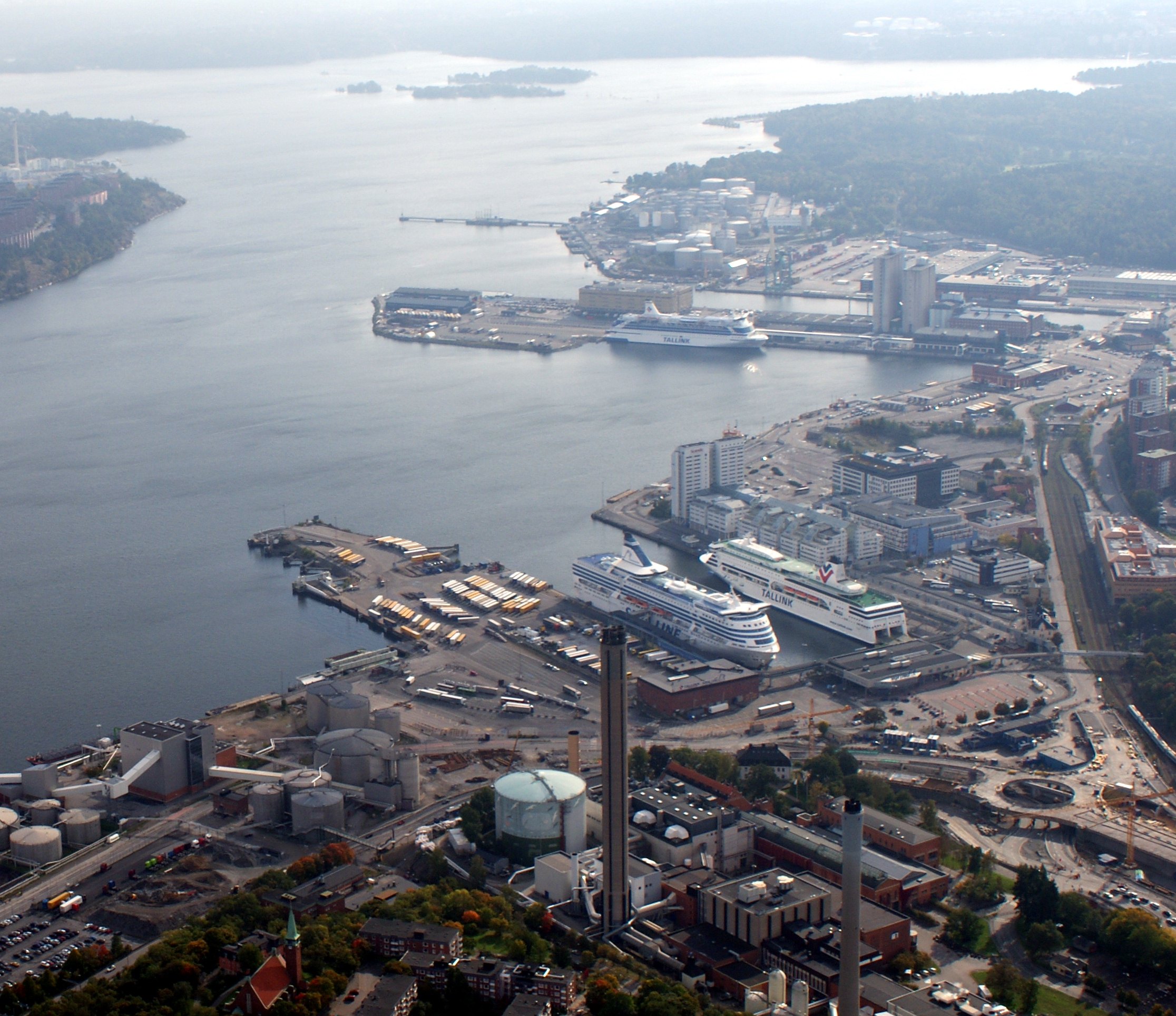